# Xaronval
Xaronval település Franciaországban, Vosges megyében. Lakosainak száma 108 fő (2022. január 1.). Xaronval Avrainville, Battexey, Gircourt-lès-Viéville, Hergugney, Marainville-sur-Madon, Pont-sur-Madon, Savigny és Vomécourt-sur-Madon községekkel határos.

## Népesség
A település népessége az elmúlt években az alábbi módon változott:
| Lakosok száma | 102  | 104  | 109  | 106  | 111  | 111  | 111  | 109  | 108  |
|               | 2013 | 2015 | 2016 | 2017 | 2018 | 2019 | 2020 | 2021 | 2022 |